# 화난역
화난역(중국어: 桦南)은 중화인민공화국 헤이룽장성 자무쓰시 화난현(桦南县) 화난진(桦南镇)에 위치한 무자 철로의 철도역으로, 1935년에 개장한 하얼빈 철로국 관할역이다. 우편번호는 154400, 구획번호는 230822이다.
화난역은 승객 운송 및 화물 운송을 담당하며, 승객의 승하차 처리, 수하물 및 소포 위탁을 맡고, 화물의 화차적재, 소화물 및 컨테이너 화물 운송을 처리한다.

## 역 인근
- 화난현 농업기계관리국
- 화난현 재정국
- 차이나 모바일 역앞로 영업점
- 중국연통 화난 영업점
- 중국우정저축은행 웬자루 영업점
- 화난현 철도학교
- 중국우정저축은행 화난현 외화예치금 영업소
- 중국신용금고
- 화난현 노동사회보장국
- 화난현 기록부
- 화난현 석탄공업관리국
- 중국우정저축은행 류허 영업소
- 중국우정저축은행 퉈야오쯔 영업소
- 중국공상은행 화싱루 지점

## 역사
- 1935년 개장.

## 인접역
- 투자 철로(무자 철로)
  - 옌자역 ← 18 km 화난역 11 km → 바후리역

## 같이 보기
1. ↑  桦南火车站介绍